# Campionati europei di atletica leggera indoor 2011 - Salto triplo femminile
La gara si è svolta il 4 e il 5 marzo 2011.

## Podio
| #       | Atleta           | Nazionalità | Misura | Note                                     |
| ------- | ---------------- | ----------- | ------ | ---------------------------------------- |
| Oro     | Simona La Mantia | Italia      | 14,60  | Miglior prestazione mondiale stagionale  |
| Argento | Olesja Zabara    | Russia      | 14,45  | Miglior prestazione personale stagionale |
| Bronzo  | Dana Velďáková   | Slovacchia  | 14,39  | Miglior prestazione personale stagionale |

## Record
Prima di questa competizione, il record del mondo (RM), il record europeo (EU) ed il record dei campionati (RC) sono i seguenti:
| Record                | Prestazione | Atleta                   | Data                              | Competizione                                        |
| --------------------- | ----------- | ------------------------ | --------------------------------- | --------------------------------------------------- |
| Record mondiale       | 15,36       | Tat'jana Lebedeva Russia | 6 marzo 2004 Budapest, Ungheria   | Campionati mondiali di atletica leggera indoor 2004 |
| Record europeo        | 15,36       | Tat'jana Lebedeva Russia | 6 marzo 2004 Budapest, Ungheria   | Campionati mondiali di atletica leggera indoor 2004 |
| Record dei campionati | 15,16       | Ashia Hansen Regno Unito | 28 febbraio 1998 Valencia, Spagna | Campionati europei di atletica leggera indoor 1998  |

## Risultati

### Qualificazioni
Si qualificano alla finale le atlete che superano la misura di 14,10 (Q) oppure le 8 migliori.
| Pos. | Nome                   | Nazione    | 1ª    | 2ª    | 3ª    | Misura | Note                                     |
| ---- | ---------------------- | ---------- | ----- | ----- | ----- | ------ | ---------------------------------------- |
| 1    | Natal'ja Kutjakova     | Russia     | 13,82 | 13,87 | 14,44 | 14,44  | Q                                        |
| 2    | Simona La Mantia       | Italia     | 14,00 | 14,38 |       | 14,38  | Q                                        |
| 3    | Dana Velďáková         | Slovacchia | X     | 14,27 |       | 14,27  | Q                                        |
| 4    | Snežana Rodič          | Slovenia   | 14,25 |       |       | 14,25  | Q                                        |
| 5    | Petia Dacheva          | Bulgaria   | 13,65 | 13,10 | 14,20 | 14,20  | Q                                        |
| 6    | Olesja Zabara          | Russia     | 14,13 |       |       | 14,13  | Q                                        |
| 7    | Cristina Bujin         | Romania    | X     | 14,12 |       | 14,12  | Q                                        |
| 8    | Athanasia Perra        | Grecia     | 13,90 | 14,01 | 13,85 | 14,01  | q                                        |
| 9    | Patricia Sarrapio      | Spagna     | 13,81 | 13,98 | X     | 13,98  | Miglior prestazione personale stagionale |
| 10   | Biljana Topić          | Serbia     | 13,73 | 13,92 | 13,93 | 13,93  | Miglior prestazione personale stagionale |
| 11   | Małgorzata Trybańska   | Polonia    | 13,90 | 13,54 | 13,85 | 13,90  |                                          |
| 12   | Ineta Radēviča         | Lettonia   | 13,89 | 13,76 | 13,86 | 13,89  | =                                        |
| 13   | Svetlana Bolshakova    | Belgio     | 13,52 | 13,59 | 13,83 | 13,83  |                                          |
| 14   | Haoua Kessely          | Francia    | 13,77 | 13,58 | 13,82 | 13,82  |                                          |
| 15   | Katja Demut            | Germania   | 13,81 | 13,57 | 13,50 | 13,81  |                                          |
| 16   | Paraskeuī Papachristou | Grecia     | X     | 13,72 | X     | 13,72  |                                          |
| 17   | Carmen Toma            | Romania    | 13,66 | X     | X     | 13,66  |                                          |
| 18   | Veera Baranova         | Estonia    | 13,29 | 13,37 | 13,42 | 13,42  |                                          |
| 19   | Inger Anne Frøysedal   | Norvegia   | 13,11 | X     | X     | 13,11  |                                          |
| 20   | Andriana Banova        | Bulgaria   | X     | 13,05 | X     | 13,05  |                                          |
| –    | Niki Paneta            | Grecia     |       |       |       |        | ritirata                                 |

### Finale
| # | Atleta             | Nazionalità | 1ª    | 2ª    | 3ª    | 4ª    | 5ª    | 6ª    | Misura | Note                                     |
| - | ------------------ | ----------- | ----- | ----- | ----- | ----- | ----- | ----- | ------ | ---------------------------------------- |
| 1 | Simona La Mantia   | Italia      | 14,17 | 14,60 | 14,49 | X     | 14,60 | X     | 14,60  | Miglior prestazione mondiale stagionale  |
| 2 | Olesja Zabara      | Russia      | 14,08 | 13,98 | 14,45 | 12.59 | 14,21 | 14,28 | 14,45  | Miglior prestazione personale stagionale |
| 3 | Dana Velďáková     | Slovacchia  | X     | 14,39 | 14,09 | X     | X     | 14,26 | 14,39  | Miglior prestazione personale stagionale |
| 4 | Snežana Rodič      | Slovenia    | 14,34 | 14,24 | 14,35 | X     | 14,27 | X     | 14,35  | Miglior prestazione personale            |
| 5 | Cristina Bujin     | Romania     | 14,19 | X     | 14,08 | 13,98 | X     | X     | 14,19  | Miglior prestazione personale stagionale |
| 6 | Natal'ja Kutjakova | Russia      | 13,54 | 14,18 | 13,65 | X     | X     | 14,13 | 14,18  |                                          |
| 7 | Athanasia Perra    | Grecia      | 14,01 | X     | X     | 13,24 | 13,78 | X     | 14,01  |                                          |
| 8 | Petia Dacheva      | Bulgaria    | X     | 13,84 | 13,49 | 13,07 | 12.28 | X     | 13,84  |                                          |